# Trachylepis pendeana
Espèce
Synonymes
- Mabuya pendeana Ineich & Chirio, 2000

Trachylepis pendeana est une espèce de sauriens de la famille des Scincidae.

## Répartition
Cette espèce est endémique du Nord-Ouest de la République centrafricaine. Sa présence est incertaine dans le sud du Tchad.

## Étymologie
Cette espèce est nommée en référence au lieu de sa découverte, la rivière Pendé.

## Publication originale
- Ineich & Chirio, 2000 : Description d'un nouveau scincidé de Republique Centrafricaine (Lacertilia: Mabuya pendeana). Bulletin de la Société zoologique de France, vol. 125, no 3, p. 197-204.